# Tuctoria greenei
Tuctoria greenei är en gräsart som först beskrevs av George Vasey, och fick sitt nu gällande namn av John Raymond Reeder. Tuctoria greenei ingår i släktet Tuctoria och familjen gräs. Inga underarter finns listade i Catalogue of Life.